# Borthwick Castle

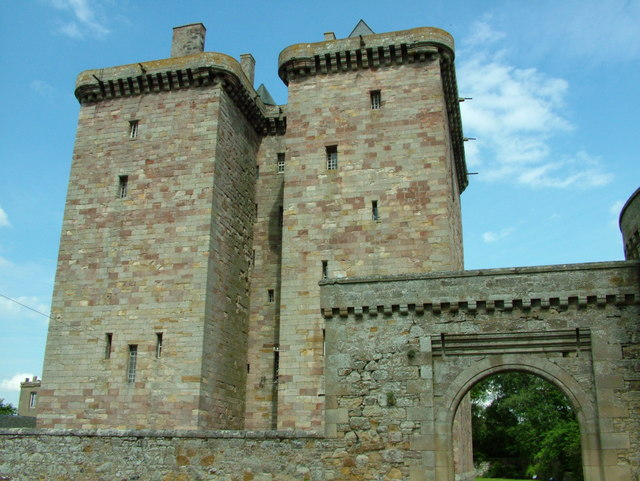
Borthwick Castle

Borthwick Castle ist eine Burg im Gebiet der Gemeinde Borthwick rund 1,5 km nordöstlich der schottischen Ortschaft North Middleton in der Council Area Midlothian. 1971 wurde das Bauwerk in die schottischen Denkmallisten in der höchsten Kategorie A aufgenommen.
Borthwick Castle gilt als außergewöhnlich gut erhaltenes Exemplar einer schottischen Burg aus dem 15. Jahrhundert. Es besitzt einen ungewöhnlichen U-förmigen Grundriss. Es existieren Berichte, dass Gefangene einst die Möglichkeit besaßen sich freizukaufen, indem sie mit gefesselten Händen den Sprung über den vier Meter breiten Spalt zwischen den Gebäudeschenkeln meisterten.

## Geschichte

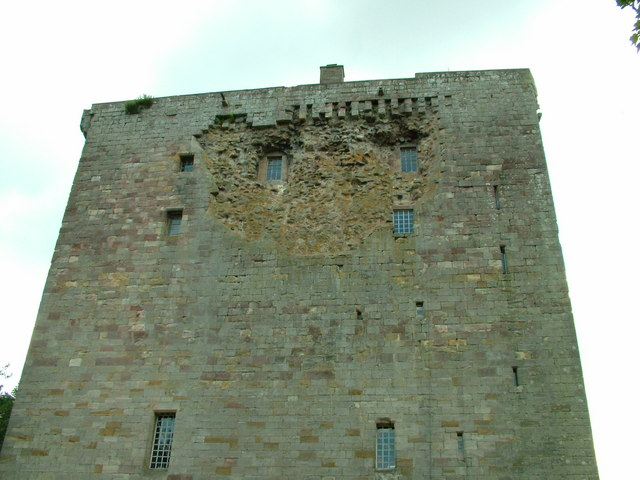
Beschädigung am Mauerwerk von Borthwick Castle

Im frühen 15. Jahrhundert erwarb die Familie Borthwick die Ländereien. König Jakob I. erteilte William de Borthwick im Jahre 1430 die Erlaubnis zum Bau eines Wehrturmes, der kurz darauf fertiggestellt wurde. Er ersetzte damit Catcune Castle als Familiensitz der Borthwicks. Es wird davon ausgegangen, dass sich am Ort von Borthwick Castle zuvor eine Motte befand, die zunächst eingeebnet wurde.
Im Jahre 1567 fand Königin Maria Stuart nach der Ermordung ihres Gemahls Henry Stuart, Lord Darnley zusammen mit James Hepburn, 4. Earl of Bothwell Unterschlupf auf Borthwick Castle. Nachdem ihr Aufenthaltsort bekannt geworden war, floh die Königin angeblich als Mann verkleidet aus der Burg. Als Oliver Cromwells Truppen Borthwick Castle belagerten, weigerte sich William Borthwick, 10. Lord Borthwick angeblich Borthwick Castle zu verlassen. Nachdem ein Kanonenschuss auf das Gemäuer abgegeben worden war, entschloss er sich doch zur Aufgabe. Noch heute ist eine Beschädigung am Mauerwerk zu erkennen, welche durch diesen einzelnen Schuss verursacht worden sein könnte.
In den folgenden 160 Jahren bewohnte kein Borthwick mehr die Burg, bis J. Borthwick sie zurückkaufte. Zwischen 1892 und 1914 wurde die Burg restauriert. Im Laufe des Zweiten Weltkriegs wurden dort Schätze sicher verborgen. Seit 1973 dient Borthwick Castle als Hotel.